# Ель-Піно-де-Тормес
Ель-Піно-де-Тормес (ісп. El Pino de Tormes) — муніципалітет в Іспанії, у складі автономної спільноти Кастилія-і-Леон, у провінції Саламанка. Населення — 159 осіб (2021).
Муніципалітет розташований на відстані близько 190 км на захід від Мадрида, 13 км на північний захід від Саламанки.
На території муніципалітету розташовані такі населені пункти: (дані про населення за 2010 рік)
- Ель-Піно-де-Тормес: 144 особи
- Саратан: 5 осіб

## Демографія
Динаміка населення (INE ):

## Зовнішні посилання
- Провінційна рада Саламанки: індекс муніципалітетів [Архівовано 23 квітня 2009 у Wayback Machine.]
- Посилання на Google Maps